# Brussels Airlines
A Brussels Airlines (IATA: SN, ICAO: BEL, Hívójel: BEELINE) Belgium nemzeti légitársasága, amelynek a Brüsszel melletti Brüsszeli repülőtéren van a bázisa. Világszerte több, mint 120 városba indulnak járatai Brüsszelből, bár elsősorban Európa, Észak-Amerika és Afrika nagyvárosaiba repülnek.  Az utasszállítási tevékenység mellett foglalkozik még charter szolgáltatásokkal, karbantartással, valamint a pilóták és az utaskísérők képzésével. Az Amerikai Egyesült Államokba az American Airlinesszal közösen indít járatokat. Tagja a Star Alliance-nek és a Nemzetközi Légi Szállítási Szövetségnek is. A légitársaság SN IATA-kódját elődjeitől, a Sabenától és az SN Brussels Airlines-tól örökölte. A Lufthansa-csoport egyik vállalata. A vállalat szlogenje: "Jó társaságban vagy".

## Története

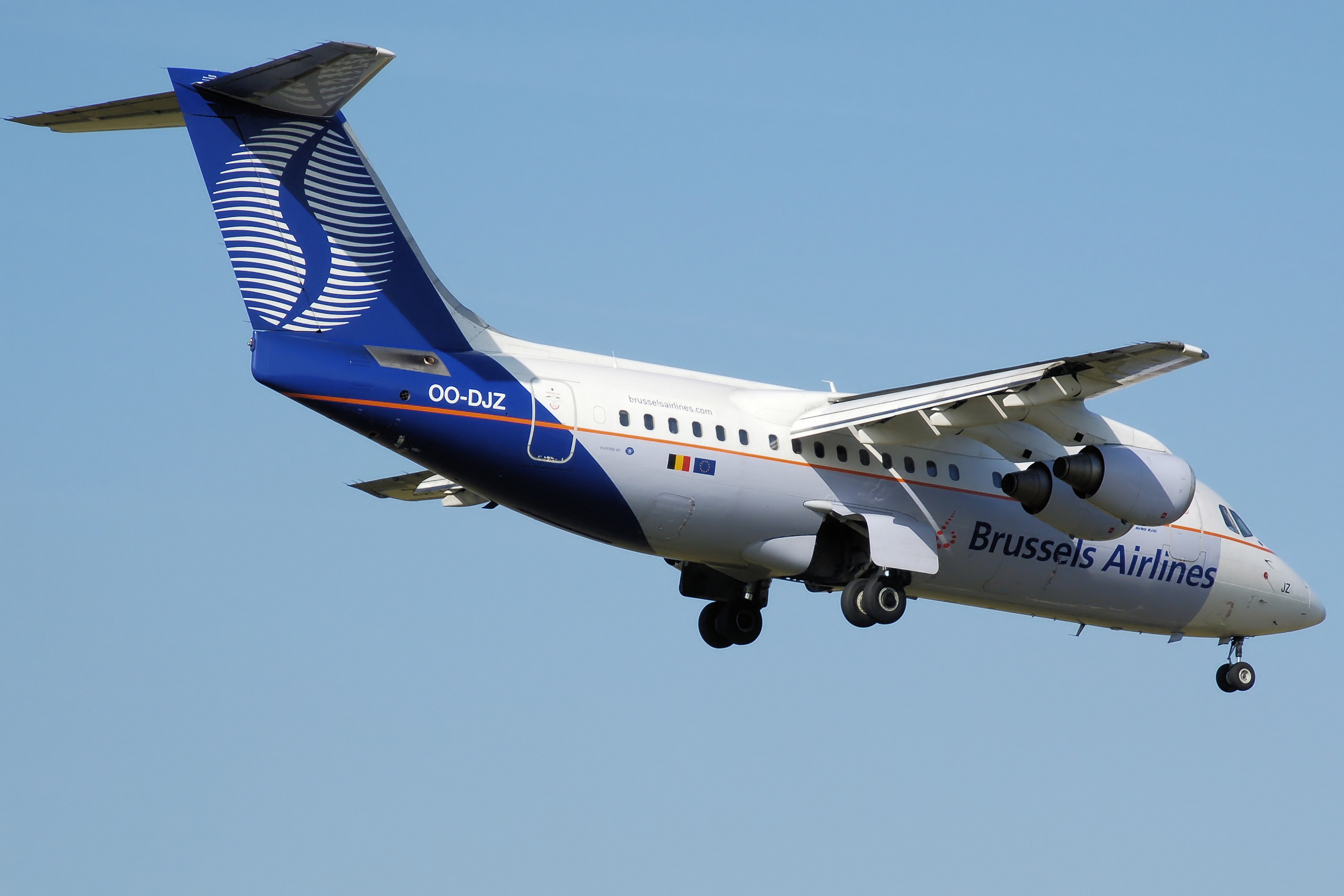
A Brussels Airlines egykori Avro RJ85-öse, közvetlenül az SN Brussels Airlines és a Virgin Express egyesülése után

### Korai évek (2005-2009)
A Brussels Airlines légitársaság 2006. november 7-én alakult a belga SN Brussels Airlines (SNBA) és az angol Virgin Express légitársaságok összeolvadásával. 2005. április 12-én írt alá egy szerződést az SN Airholding (az SNBA tulajdonosa) Richard Branson-al, a Virgin Express alapítójával, amelyben az SNBA átvette az ellenőrzést a Virgin Express felett. 2006. március 31-én az SNBA és a Virgin Express bejelentették, hogy a jövőben egy vállalatként fognak üzemelni. Az új nevet, a Brussels Airlines-t 2006. november 7-én jelentették be a brüsszeli repülőtéren összehívott sajtókonferencián. Az új légitársaság hivatalosan 2007. március 25-én kezdte meg működését. Az új cég elsősorban az európai és afrikai piacon akar versenyezni, ahol a többi légitársaság által kevésbé frekventált célpontokra indít járatokat.
2007 májusában a cég üzembe helyezte a negyedik nagy hatótávolságú, egy Airbus A330-300 típusú repülőgépét, amelyet a megszűnt Air Madrid vállalattól vásároltak.
2007 decemberében a vállalat bejelentette, hogy stratégiai szövetségre kíván lépni egy másik légitársasággal, amelyet a vállalat jövőjének biztosítása szempontjából elengedhetetlennek tartottak
2008. szeptember 15-én jelentette be a Lufthansa, hogy 45%-os tulajdonrészt szerez a Brussels Airlines-ban, és lehetősége lesz megvásárolni a maradék 55%-ot 2011-től. 2009. június 15-én a Brussels Airlines bejelentette, hogy az Európai Bizottság jóváhagyta, hogy a Lufthansa kisebbségi részesedést szerezzen a vállalatban. A megegyezés részeként a Brussels Airlines a Star Alliance, a világ legnagyobb, légitársaságokat tömörítő légiszövetségének tagja lett. A Lufthansa 2009-ben megvásárolta a vállalat 45%-át, a fennmaradó részt pedig 2017 januárjában szerezte meg.
A légitársaság 2009. október 25. óta tagja a Lufthansa Miles & More törzsutasprogramjának. 2009. december 9-én a brüsszeli városházán tartott ünnepségen a Star Alliance 26. tagjává vált.
2009. december 15-én a Brussels Airlines bejelentette, hogy új regionális légitársaság létrehozásán dolgozik a Kongói Demokratikus Köztársaságban. A légitársaság neve Korongo volt. A légitársaság fő bázisa a kongói Lubumbashiban volt. 2012 áprilisában indult és 2015-ben szűnt meg. A Brussels Airlines a Hewa Bora Airways-zel való nézeteltérések miatt leállította az airDC projektet.

### Fejlődés 2010 óta

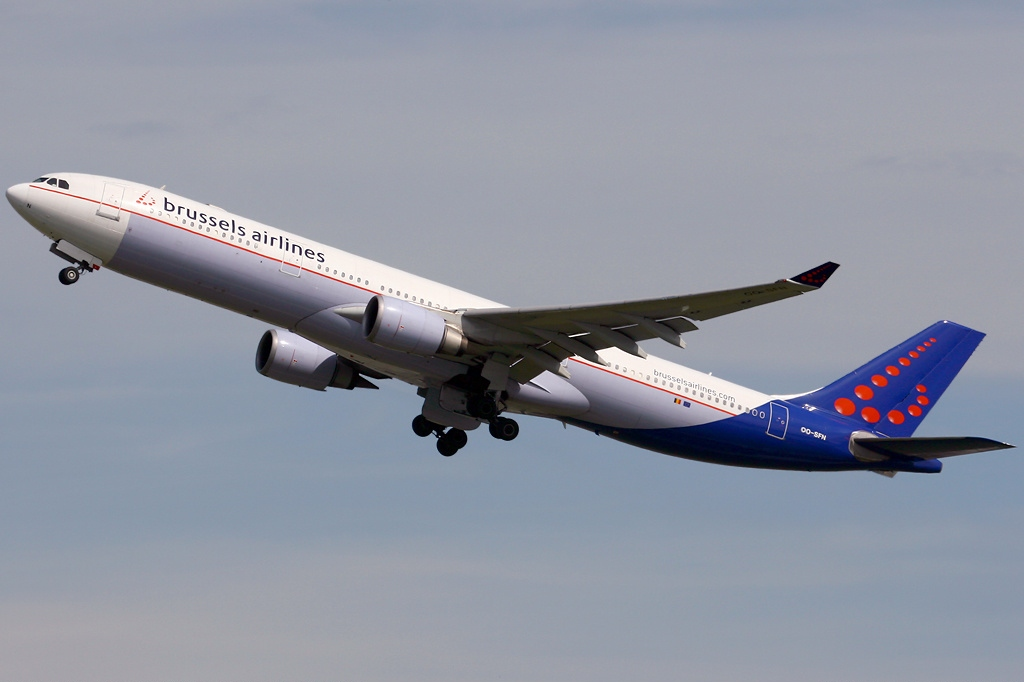
A légitársaság egyik Airbus A330-300-as repülőgépe felszállás közben

2010. július 5-én egy ötödik Airbus A330-300-as állt szolgálatba. A légitársaság növelte járatsűrűségét az abidjani járatán (heti hatra), és új célállomásokként Accra, Cotonou, Ouagadougou és Lomé is elérhetővé váltak. 2010. augusztus 11-én a Brussels Airlines és a Club Med utazásszervező egy új együttműködést jelentett be. 2011 áprilisától a Brussels Airlines fogja szállítani a Club Med összes utasának 80%-át Brüsszelből, mind a Brussels Airlines meglévő rendszeres útvonalain, mind a Brussels Airlines által üzemeltetett új charterjáratokon. A cég azt is bejelentette, hogy 2011 januárjától 2 darab Airbus A320-as repülőgépet fog lízingelni.
2010. augusztus 26-án a vállalat bejelentette új karbantartási projektjét. A Sabena Technics-szel az Airbus A330-as és a Boeing 737-es repülőgépekre vonatkozó szerződés 2011. január 1-jén lejárt, és ezután a Brussels Airlines maga végezte a gépek karbantartását. Ennek érdekében a 117-es épületből a 41-es hangárba kellett költözniük. A Sabena Technics 73 munkatársa is csatlakozott a Brussels Airlines karbantartó személyzetéhez.
2012. június 1-jén felavatta a John Fitzgerald Kennedy nemzetközi repülőtérre tartó útvonalát, amelyet naponta üzemeltetett egy új kabinnal felszerelt Airbus A330-300-as repülőgéppel. Tíz év óta ez az első belga légitársaság, amely New Yorkba repül, miután a Sabena és a Delsey Airlines összeomlott. 2013. június 18. óta heti 5 alkalommal repülnek a Washington Dulles nemzetközi repülőtérre is. 2016 áprilisától Toronto is bekerült az észak-amerikai célállomások listájába. Bejelentették, hogy 2017 márciusától új járatot indítanak Mumbaiba, amelyet heti ötször egy új Airbus A330-200-assal fognak üzemeltetni, amely 2017 elején érkezett.
2014. január 30-án a Brussels Airlines 9 szezonális célállomással bővítette kínálatát, és néhány év kihagyás után visszatért a lengyel piacra. Megerősítette továbbá, hogy 2016-ig véglegesen kivonja Avro RJ100-as repülőgépeit a flottájából.
2015 áprilisában a légitársaságot a Fehér Ház dicséretben részesítette, amiért az ebolajárvány kitörése idején is üzemeltette járatait a nyugat-afrikai országokba, lehetővé téve alapvető segélyek eljuttatását. A Royal Air Maroc kivételével az összes többi légitársaság felfüggesztette járatait Sierra Leonéba, Libériába és Guineába.
2016. március 22-én az Iszlám Állam tagjai két bombát robbantottak a brüsszeli repülőtéren, és a repülőteret 2016. március 27-ig, vasárnapig bezárták. A Brussels Airlines néhány hosszú távú járatot Zürichbe és Frankfurtba helyezett át, és Airbus A319/Avro RJ100 típusú ingajáratokat indított Liège/Antwerpen és Zürich/Frankfurt között, valamint szerződéses buszjáratokat indított Brüsszelből Antwerpenbe és Liège-be, ahonnan európai célállomásokat szolgált ki.
2016. szeptember 28-án a Lufthansa felügyelőbizottsága bejelentette, hogy a légitársaság élni fog a Brussels Airlines anyavállalata, az SN Airholding fennmaradó 55%-ának megvásárlására vonatkozó opcióval. A részleteket még az év vége előtt meghatározták és a tranzakciót 2017 elején lezárták.
2017 márciusában a Thomas Cook bejelentette, hogy szándékában áll eladni belga leányvállalatát, a Thomas Cook Airlines Belgiumot, amelyet 2017 novemberében bezártak és két repülőgépet, illetve minden forgalmi jogát a Brussels Airlinesnak adta. A légitársaság átvette a Thomas Cook Airlines Belgium 160 fős személyzetét is.
2018 februárjában Bernard Gustin vezérigazgató és Jan De Raeymaeker pénzügyi igazgató lemondott, miután a Lufthansa igazgatótanácsával találkoztak a légitársaság jövőjét illetően. Gustint 2018. április 1-jén Christina Foerster váltotta. 2018. május 1-jén Dieter Vranckx pénzügyi igazgatóként csatlakozott a vállalathoz.
2019 decemberében bejelentették, hogy Dieter Vranckx 2020. január 1-jei hatállyal felváltja Christina Foerster-t a Brussels Airlines vezérigazgatói posztján.
A COVID-19 járvány idején a Brussels Airlines március 21-től április 19-ig minden járatot felfüggesztett. Emellett felmondta a CityJettel kötött wetlease-szerződését, ami a világjárvány miatt nyolc európai célállomás törléséhez vezetett. 2020. június végén a légitársaság is bejelentette, hogy számos, 2020 szeptemberére és októberére tervezett járatát törli.
2021 novemberében a Brussels Airlines bejelentette, hogy átdolgozza arculatát, beleértve az új logót is.

## Vállalati adatok

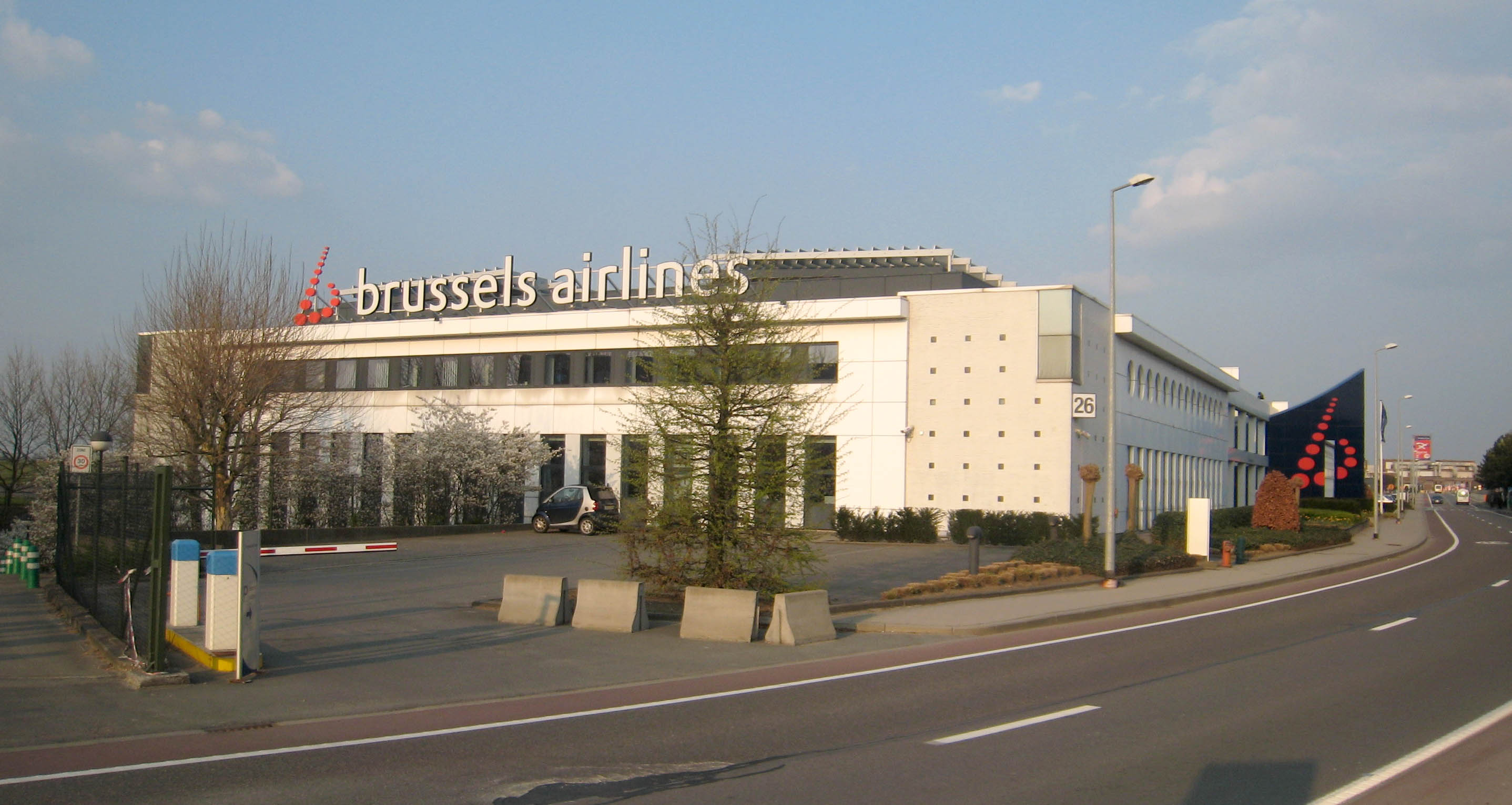
A Brussels Airlines székháza, a brüsszeli repülőtér területén

### Székház
A vállalat székhelye a b.house-ban (26. épület) található a brüsszeli repülőtér területén, Diegemben.

### Felépítése
A Brussels Airlines a Delta Air Transport S.A./N.V. vállalat által bejegyzett és használt név. 2008. október 26. után a vállalat légiforgalmi kódja megváltozott, a korábbi ICAO (DAT) helyett a "BEL"-t használja.
2008. június 3-án a Brussels Airlines első vezérigazgatója, Philippe Vander Putten lemondott, helyébe az igazgatótanács döntése értelmében Michel Meyfroidt és Bernard Gustin lépett, mint ideiglenes igazgatók. 2020. január 1. óta Dieter Vranckx tölti be a vezérigazgatói tisztséget. Korábban a cég pénzügyi igazgatója volt.

## Célállomások

### Légiszövetség
A Brussels Airlines a Star Alliance légiszövetség tagja.

### Codeshare megállapodás
A Brussels Airlines-nak a következő légitársaságokkal van codeshare megállapodása:
| - Aegean Airlines - Aeroflot - Africa World Airlines - AirBaltic - Air Canada - Air Malta | - All Nippon Airways - Asiana Airlines - Austrian Airlines - Cathay Pacific - Croatia Airlines - EgyptAir | - Etihad Airways - Eurowings - Hainan Airlines - Lufthansa - Royal Air Maroc - Singapore Airlines | - Swiss International Air Lines - TAAG Angola Airlines - TAP Portugal - TAROM - Thai Airways International - United Airlines |

2019 októberében a Brussels Airlines és az Africa World Airlines egy interline megállapodást jelentett be, hogy jobban összekössék az accrai és brüsszeli csomópontjaikon keresztül utazó utasokat.
2019 decemberében a Brussels Airlines és az Aeroflot bejelentette, hogy 2020. január 20-ától egy codeshare megállapodás van érvényben a Moszkva-Seremetyjevó és Brüsszel közötti útvonalon.

## Flotta

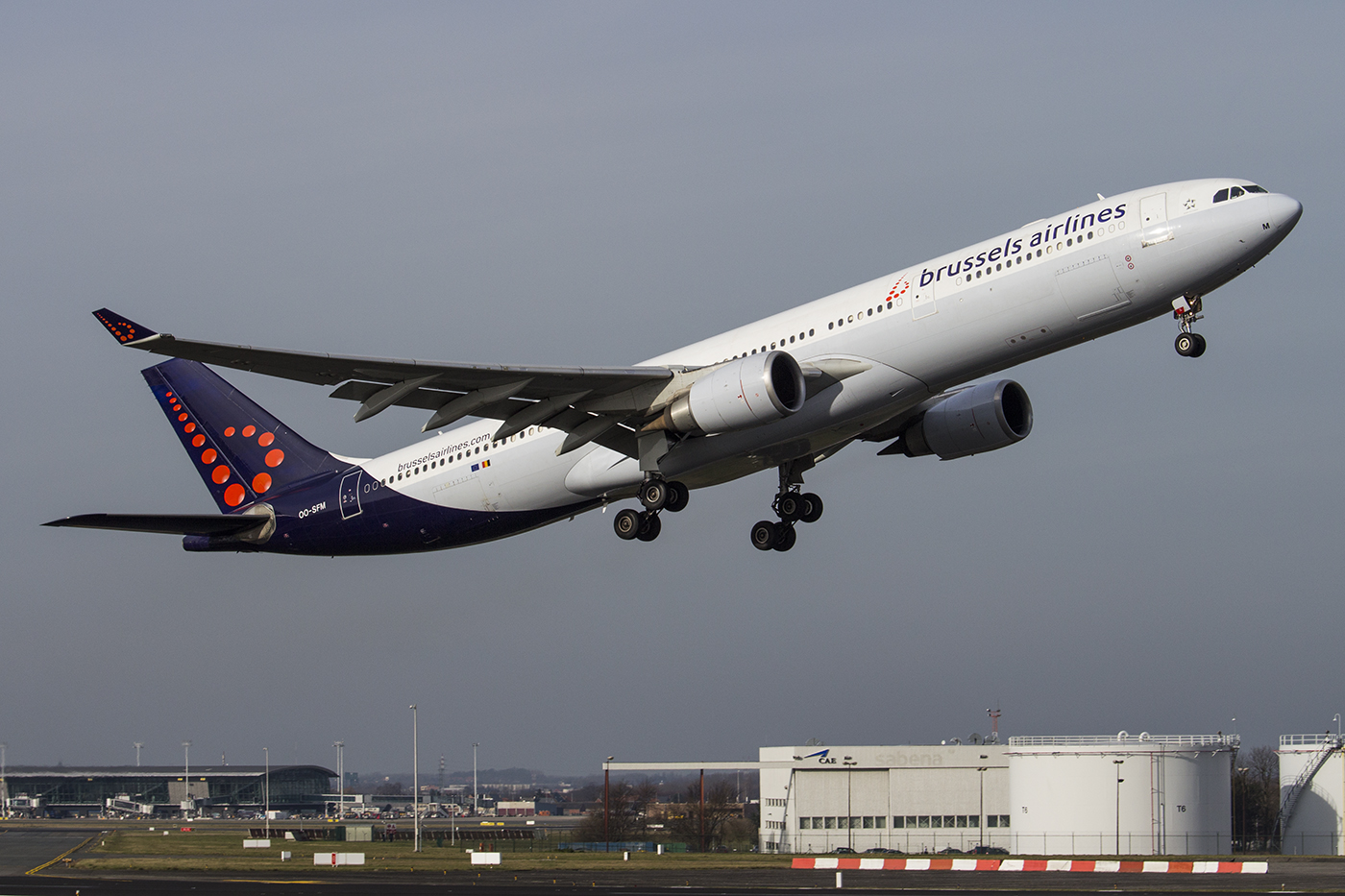
A Brussels Airlines egyik Airbus A330-300-as típusú repülőgépe

### Jelenlegi flotta

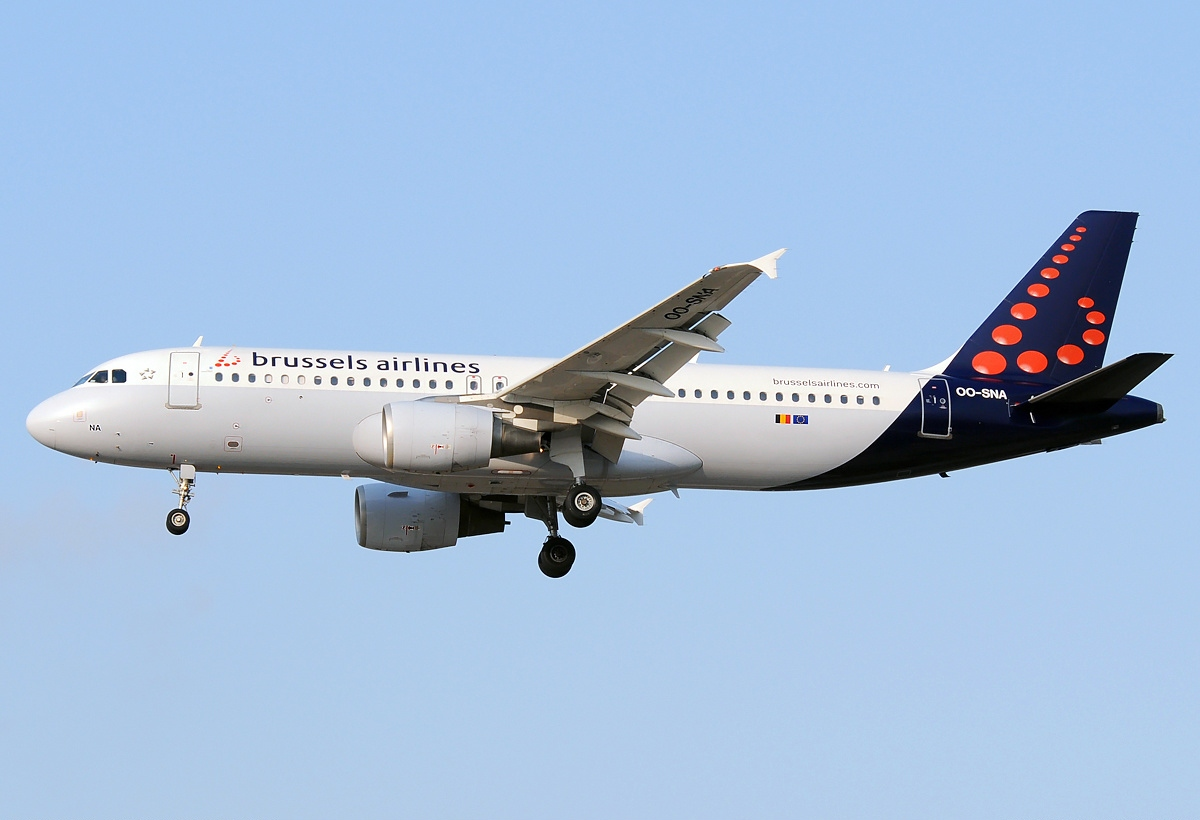
Egy Airbus A320-200-as típusú repülőgép, az légitársaság korábbi festésében.

A Brussels Airlines flottájában a következő repülőgépek üzemeltek 2022 augusztusában:

### Flottafejlesztés
A Brussels Airlines korábban hat British Aerospace 146 típusú repülőgépet üzemeltetett, amelyeket 2008-ban nyugdíjazott.
2010-ben két Airbus A319-100-as csatlakozott a flottához, az első Airbus A320-200-as pedig 2011 februárjában került a flottába és 2011. április 23-án tette meg első kereskedelmi járatát. A cég javuló pénzügyi teljesítménye, a növekvő készpénztartalékainak és a költségeinek gyorsabb csökkentése miatt 2011 augusztusában 12 repülőgép megrendelésével felgyorsította a flottacserére vonatkozó tervét. Hat darab Airbus A319-es, négy A320-as és két Airbus A330-200-as repülőgép csatlakozott a flottához. Ezzel befejeződött a Boeing repülőgépek nyugdíjazása a flottából és felgyorsult az Avro RJ85-ös repülőgépek cseréje.
2016-tól a légitársaság elkezdte kivonni az Avro RJ100-as típusú repülőgépeket a flottájából és lecserélni őket az Airbus A320-as típuscsaládból származó és bérelt Szuhoj Superjet 100-as repülőgépekkel. Ezzel 2017 végére végeztek. Azonban 2018 júliusában bejelentette, hogy a Szuhoj Superjetek bérlésére szóló szerződéseit a tervezettnél korábban felmondaná. Ezt azzal indokolta, hogy más típusú repülőgépekhez képest többet kellett szerelni őket, vagyis veszteségesebbek voltak. A Szuhoj típusú repülőgépeket 2019 januárjától fokozatosan kivonták a flottából.
2021 közepén a Brussels Airlines bejelentette, hogy három Airbus A320neo repülőgépet rendelt , amelyeket 2023-ban fognak leszállítani. Az idősödő Airbus A319-100-as repülőket fogja lecserélni, amelynek célja, hogy csökkentse a flottájának CO2 kibocsátását.
| Típus           | egyesülés előtt    | 2007 | 2008 | 2009 | 2011 | 2012 | 2013 | 2014 | 2015 | 2016 | 2017 | 2018 | 2019 | 2020 | 2021 |
| --------------- | ------------------ | ---- | ---- | ---- | ---- | ---- | ---- | ---- | ---- | ---- | ---- | ---- | ---- | ---- | ---- |
| Avro RJ85       | 14                 | 14   | 14   | 14   | 11   | 1    |      |      |      |      |      |      |      |      |      |
| Avro RJ100      | 12                 | 12   | 12   | 12   | 12   | 12   | 12   | 13   | 12   | 11   | 7    |      |      |      |      |
| BAe 146-200     | 6                  | 6    | 4    |      |      |      |      |      |      |      |      |      |      |      |      |
| Airbus A319-100 | 3                  | 3    | 4    | 4    | 9    | 14   | 14   | 14   | 18   | 20   | 21   | 22   | 22   | 17   | 14   |
| Airbus A320-200 |                    |      |      |      | 2    | 5    | 5    | 6    | 7    | 9    | 9    | 13   | 17   | 16   | 16   |
| Airbus A330-200 |                    |      |      |      |      | 2    | 3    | 3    | 3    | 3    | 4    | 4    | 3    | 3    |      |
| Airbus A330-300 | 3                  | 3    | 4    | 4    | 5    | 5    | 5    | 5    | 5    | 6    | 6    | 8    | 8+4  | 8+3  | 9    |
| Airbus A340-300 |                    |      |      |      |      |      |      |      |      |      |      | 2    | 1    |      |      |
| Boeing 737-300  | 5 (Virgin Express) | 5    | 5    | 5    | 4    |      |      |      |      | 1    | 1    |      |      |      |      |
| Boeing 737-400  | 5 (Virgin Express) | 5    | 5    | 6    | 4    |      |      |      |      |      |      |      |      |      |      |

### Különleges festések
A Brussels Airlines flottájából számos Airbus A320-as repülőgép kapott különleges festést (Belgian Icon név alatt) amelyek mindegyike tipikusan belga dolgokat ábrázol: Rackham (Tintin témájú repülőgép), Magritte (óda a híres szürrealista művésznek, René Magritte-nek), Trident (a belga labdarúgó-válogatott repülőgépe) és Amare (a Tomorrowland fesztivál témája). 2018. március 24-én a légitársaság egy újabb, a Hupikék törpikék által inspirált repülőgépet mutatott be. 2019 tavaszán egy repülőgépet szenteltek a híres flamand festőnek, Bruegelnek. 2021 májusában a Magritte festésű repülőgépet átfestették egy Star Alliance tematikájúra.

## Szolgáltatások

### Tarifaszerkezet

#### Európai járatokon
Kizárólag az európai járatokon a vállalat öt különböző fajta jegyet kínál, ezek a következők:
- Economy Light: egy olcsó viteldíjú, feladott poggyász nélküli jegy, amellyel a fedélzeten lehet vásárolni ételeket és italokat.
- Economy Classic: egy normál turistaosztályú jegy, amellyel a fedélzeten lehet vásárolni ételeket és italokat.
- Economy Flex: turista plusz osztályú jegy, igénybe lehet venni vele a "Fast Track"-et a biztonsági ellenőrzéseknél, rugalmas átfoglalási lehetőséget és elsőbbségi beszállást kínál. A fedélzeten lehet vásárolni ételeket és italokat.
- Business Saver: Teljes körű business szolgáltatást nyújt az európai járatokon. Prémium ételeket kínál és ingyen pezsgő jár vele.
- Business Flex: Azonos a Business Saver osztályú jeggyel, de több rugalmasságot ad, többek között teljes mértékben visszaigényelhető, illetve az utazás napjához képest egy nappal korábbi járatot is igénybe veheti (elérhetőség függvényében).

#### Közepes és interkontinentális járatokon (Afrikába és Észak-Amerikába)
A Brussels Airlines az utazási osztálytól függően különböző jegyeket kínál.

##### Turista osztály
- Economy Light: hagyományos turistaosztályú ülést kínál, ételt és italt is tartalmazó, feladható poggyászok nélküli csekély rugalmasságú jegy.
- Economy Basic: ugyanazokat a kényelmi és rugalmassági lehetőségeket kínálja ez a jegy, mint az Economy Light, de egy maximum 23 kg súlyú feladott poggyászt tartalmaz.
- Economy Basic Plus: mindent kínál, amit az Economy Basic, de visszatéríthető (190 euró kivételével).
- Economy Flex: ugyanolyan jegy, mint az Economy Basic Plus, de nincs lemondási díj, ami azt jelenti, hogy teljesen visszatéríthető. Ez az elérhető legrugalmasabb turistaosztályú jegy. Ezeken felül az Economy Flex választásával az utas ingyenesen választhat ülőhelyet.

##### Prémium turista osztály
- Premium Economy Basic: ingyenes étkezést és italokat, valamint két feladott poggyászt kínál. Nagyon korlátozott a rugalmassága (az átfoglalás 150 € plusz az esetleges viteldíj-különbözet). Ez a jegy nem tartalmazza az ülőhelyválasztást.
- Premium Economy Basic Plus: mindent kínál, amit a Premium Economy Basic, de nagyobb a rugalmassága (díjmentes átfoglalás, de lehet viteldíj különbözet és a jegy 190 euró kivételével visszatéríthető).
- Premium Economy Flex: a legrugalmasabb prémium turista osztályú jegy, mivel teljes mértékben visszatéríthető. Az átfoglalási lehetőség ugyanaz, mint a Premium Economy Basic Plus esetében. Az ingyenes helyválasztás ebben a tarifaosztályban is biztosított.

##### Üzleti osztály
- Business Flex: a Brussels Airlines által a hosszú távú járatokon kínált teljes körű üzleti osztályú jegy. Teljes rugalmasságot is kínál.

A Brussels Airlines által kínált közép- és hosszú távú járatok árai eltérőek lehetnek, ha az utasnak csatlakozó járata van.

### Törzsutasprogram
A Brussels Airlines tagja a Lufthansa törzsutasprogramjának a Miles & More-nak. Mérföldeket a légitársaság összes járatán és a Star Alliance légiszövetségbe tartozó légitársaságoknál lehet gyűjteni. 2009. október 25-én csatlakozott a Miles & More törzsutasprogramhoz, ezzel egyidőben a Brussels Airlines saját programja megszűnt.
2015. október 19-én a légitársaság új  ügyfélprogramot indított LOOP néven, amely a légitársaság valamennyi járatán elérhető. A LOOP-ot az egyre növekvő számú, rendszeresen utazó ügyfeleiknek tervezték, akik nem részesülnek jelentős előnyökben a hagyományos törzsutasprogramok keretében. A LOOP program 2020. február 1-jén megszűnt.